# Hieracium breadalbanense
Hieracium breadalbanense là một loài thực vật có hoa trong họ Cúc. Loài này được Hanbury mô tả khoa học đầu tiên năm 1892.